# Lumbardhi (ås)
Lumbardhi är en ås i Kosovo. Den ligger i den västra delen av landet, 80 km väster om huvudstaden Priština.